# 周波 (1962年)
周波（1962年6月—），男，汉族，上海人，中华人民共和国政治人物，中国共产党党员。1984年7月参加工作，在职研究生学历，工商管理硕士，高级工程师。中共第十九届中央候补委员，现任辽宁省政协主席、党组书记。

## 生平
周波出生於上海市奉贤縣泰日乡（今金汇镇泰日社区）资福村，后到闵行求学。1980年从闵行中学考入华东纺织工学院（今东华大学），1984年毕业后进入上海氯碱总厂工作。曾任上海氯碱化工股份有限公司PVC厂副厂长、总经理助理。1998年起，任上海氯碱化工股份有限公司总经理，上海天原（集团）有限公司总经理，上海华谊（集团）公司副总裁、总裁、党委副书记，上海市外经贸委（市外资委）主任、党组书记，上海市人民政府副秘书长等职务。2008年2月，任上海市人民政府副秘书长兼上海市发展和改革委员会主任、党组书记。
2013年2月，任上海市人民政府副市长，晋升副部级。2015年12月21日，周波因为违规接受公款宴请，违反中央八项规定，受到党内严重警告处分。但是，周波被处分后并不气馁，积极改正问题并且在其分管的经济工作领域上作出了突出的成绩，因此在一年后获得重用。
2016年12月，任中共上海市委常委、上海市人民政府副市长。2017年1月，任中共上海市委常委、上海市人民政府常务副市长、市政府党组副书记，兼任中国（上海）自由贸易试验区管委会主任，市长兴岛开发建设管委会主任，市张江高新技术产业开发区管委会主任，上海国际旅游度假区管委会主任，上海推进科技创新中心建设办公室主任。10月24日，当选中共第十九届中央候补委员。
2019年2月，任中共辽宁省委副书记。2021年1月，升任辽宁省政协主席、党组书记，晋升正部级。

## 外部連結
- 周波任辽宁省委副书记（页面存档备份，存于）

| 中国共产党职务                 | 中国共产党职务                                        | 中国共产党职务 |
| ------------------------------ | ----------------------------------------------------- | -------------- |
| 前任： 易炼红                  | 中国共产党辽宁省委员会专职副书记 2019年2月－2021年1月 | 繼任： 胡玉亭  |
| 中華人民共和國政府职务         |                                                       |                |
| 前任： 應勇                    | 上海市人民政府常務副市長 2017年1月－2019年2月         | 繼任： 陈寅    |
| 前任： 蔣應時                  | 上海市发展和改革委员会主任 2008年2月－2013年3月       | 繼任： 俞北华  |
| 中国人民政治协商会议地方委员会 |                                                       |                |
| 前任： 夏德仁                  | 中国人民政治协商会议辽宁省委员会主席 2021年1月－      | 現任           |